# Actinopus pusillus
Espèce
Actinopus pusillus est une espèce d'araignées mygalomorphes de la famille des Actinopodidae.

## Distribution
Cette espèce est endémique du Brésil. Elle se rencontre dans l'État de São Paulo et au Minas Gerais.

## Description

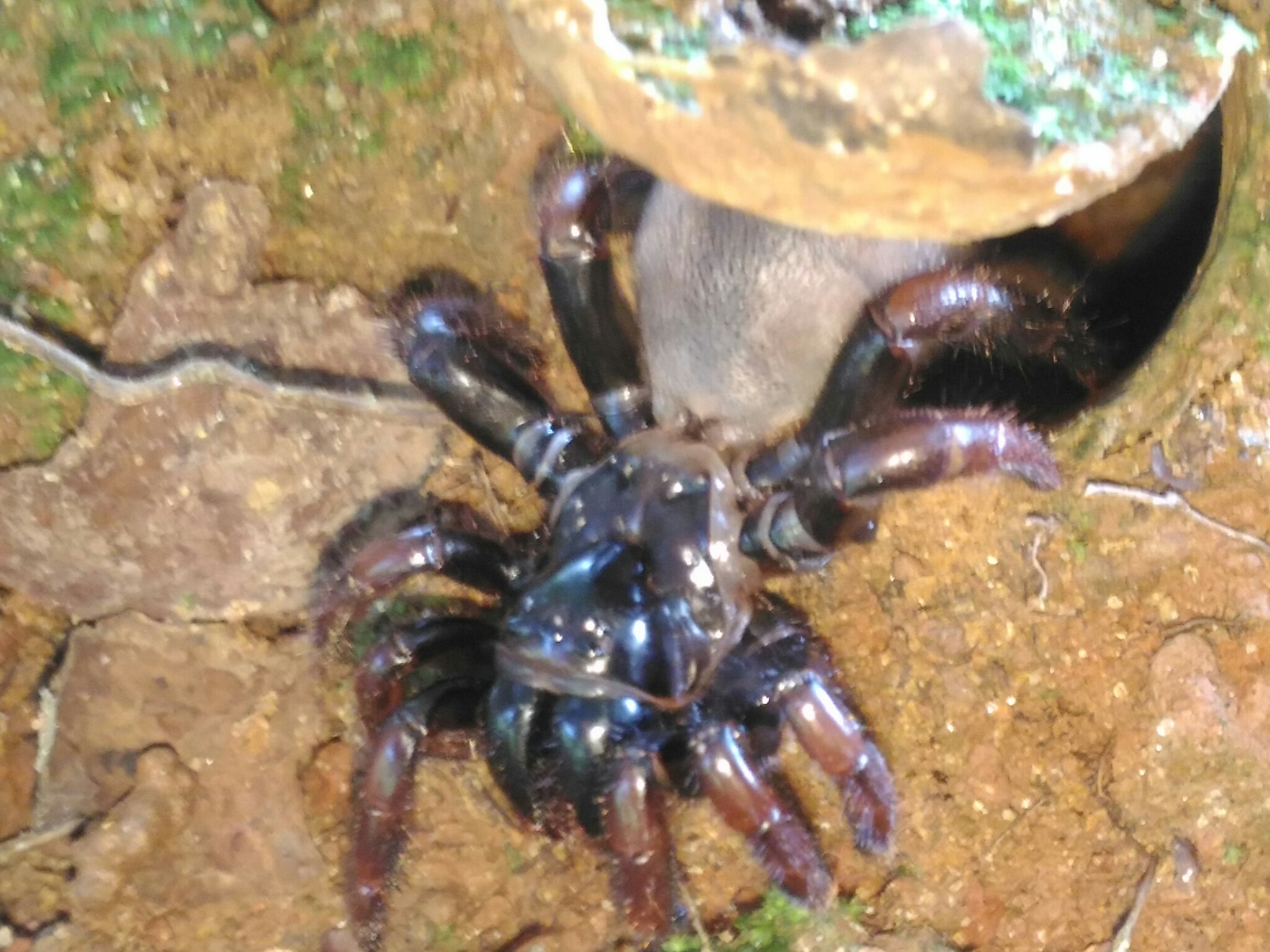
Actinopus pusillus

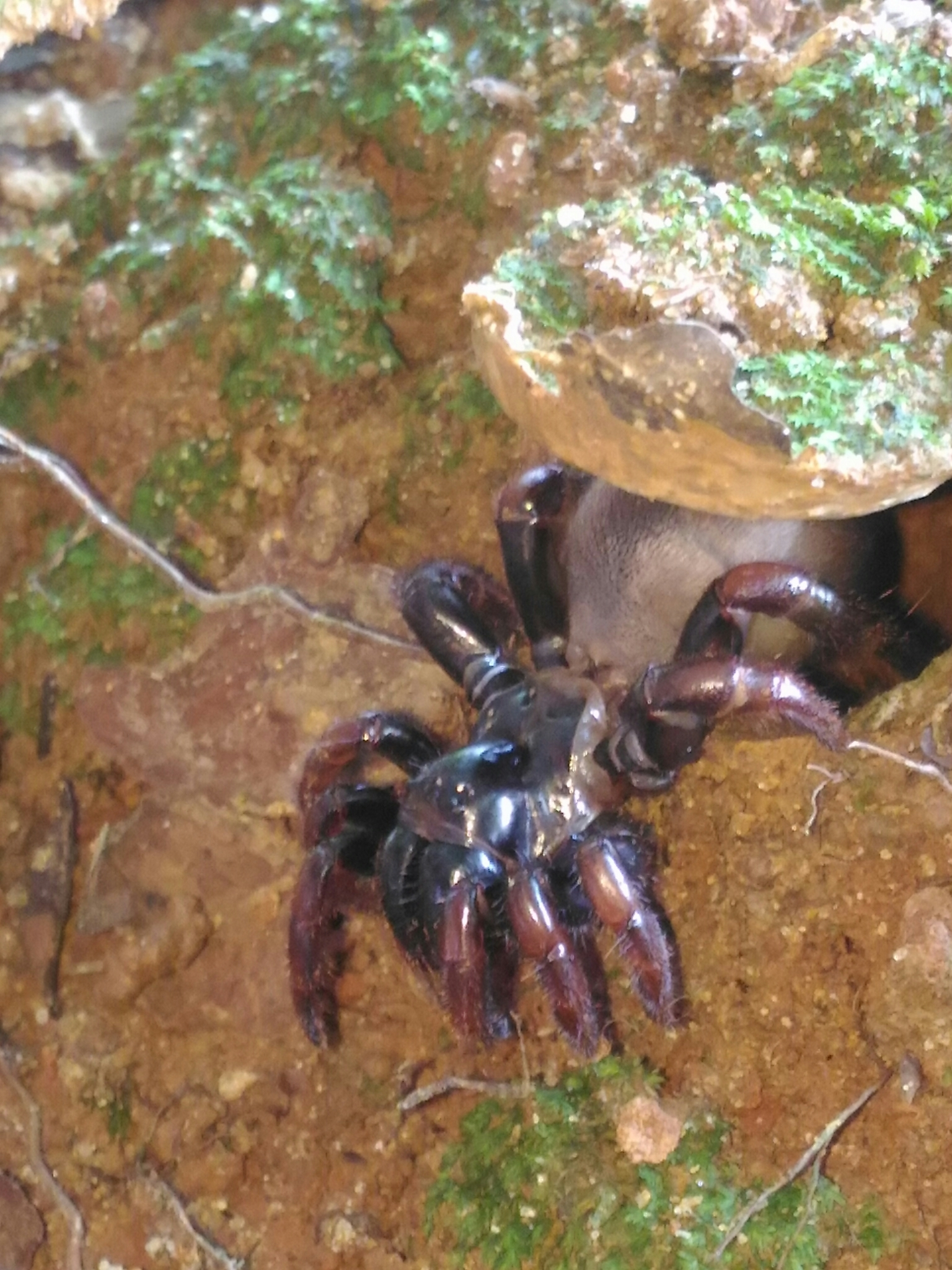
Actinopus pusillus

Le mâle décrit par Miglio, Pérez-Miles et Bonaldo en 2020 mesure 7,19 mm.

## Publication originale
- Mello-Leitão, 1920 : « Tetrapneumones trionychias novas do Brasil. » Revista Sciencias, vol. 4, p. 58-60.